# Spelaeoniscus vandeli
Spelaeoniscus vandeli är en kräftdjursart som beskrevs av S. Caruso 1977. Spelaeoniscus vandeli ingår i släktet Spelaeoniscus och familjen Spelaeoniscidae. Inga underarter finns listade i Catalogue of Life.